# U-768
Unterseeboot 768 foi um submarino alemão do Tipo VIIC, pertencente a Kriegsmarine que atuou durante a Segunda Guerra Mundial.

## Comandantes
| Comandante     | Data                                           |
| -------------- | ---------------------------------------------- |
| Johann Buttjer | 14 de outubro de 1943 - 20 de novembro de 1943 |

## Subordinação
Durante o seu tempo de serviço, esteve subordinado às seguintes flotilhas:
| Período                                        | Flotilha                                 |
| ---------------------------------------------- | ---------------------------------------- |
| 14 de outubro de 1943 - 20 de novembro de 1943 | 31. Unterseebootsflottille (treinamento) |